# غريغ أكينو
غريغ أكينو (بالإنجليزية: Greg Aquino)‏ هو لاعب كرة قاعدة دومينيكاوي، ولد في 11 يناير 1978 في سانتو دومينغو في جمهورية الدومينيكان.

## وصلات خارجية
- غريغ أكينو على موقع دوري كرة القاعدة الرئيسي (الإنجليزية)
- غريغ أكينو على موقعبيزبول رفرنس.كوم (الدوري الرئيسي) (الإنجليزية)
- غريغ أكينو على موقعبيزبول رفرنس.كوم (الدوري الثانوي) (الإنجليزية)
- غريغ أكينو على موقع إي إس بي إن.كوم (أم.أل.بي) (الإنجليزية)
- غريغ أكينو على موقع مشجعي الرسوم البيانية (الإنجليزية)